# Levuka

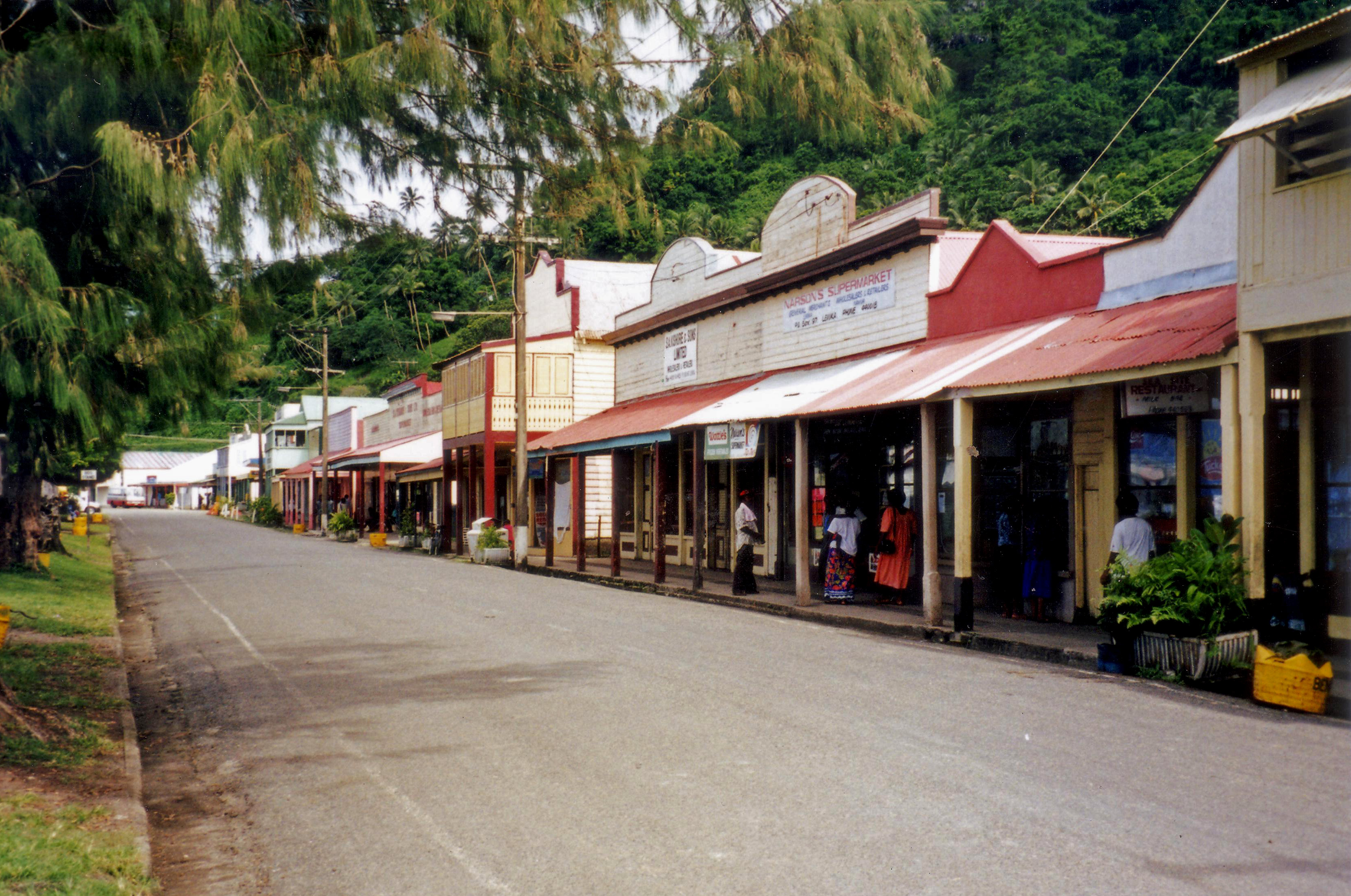
Beach Street in Levuka

Levuka is een stad in Fiji en is de hoofdplaats van de provincie Lomaiviti in de divisie Eastern.
Levuka telde in 2007 bij de volkstelling 4290 inwoners.